# Цебржинская, Елена Константиновна
Елена Константиновна Цебржинская (Глеб Цетнерской, урождённая Хечинова; 1890—1957) — русская прапорщик-фельдшер 186-го Асландузского пехотного полка.

## Биография
Родилась 22 сентября 1890 года в Батуме в дворянской армянской семье капитана 1-го разряда Константина Ивановича Хечинова, служившего лоцманом в Батуме.
После окончания Батумской женской гимназии вышла замуж за врача Владислава Брониславовича Цебржинского. Впоследствии Елена окончила акушерские курсы при Императорском Санкт-Петербургском родовспомогательном заведении и переехала с мужем в город Холм, где он получил место в военном лазарете.
С началом Первой мировой войны Владислав Цебржинский вышел со 141-м пехотным Можайским полком в поход и в бою под Сольдау попал в плен (умер в 1914 году). Тогда его жена отвезла своих двух малолетних сыновей (1908 и 1911 годов рождения) к отцу в город Батум, одела мужской костюм и, примкнув к одной из маршевых рот, под видом фельдшера Цетнерского, прибыла на театр военных действий, где была зачислена фельдшером в Асландузский 186-й пехотный полк.
В составе этого полка Елена Цебржинская совершила весь поход 1914 года от Люблина до самого Ченстова, проявив доблесть в делах. В боях была ранена и только в 12-м передовом отряде Красного Креста, куда Цетнерского доставили на операцию, раскрылась вся история с её переодеванием в мужскую одежду. Вернувшись в строй, проявила смелость, взобравшись на сосну, откуда осмотрела окружающую местность и сообщила о расположении неприятеля. Об этом её подвиге было доложено самому Николаю II. В приказе по армии генерала от инфантерии А. Е. Эверта говорилось:

«Его Императорское Величество, в 6-й день Мая сего года, Высочайше повелеть соизволил на награждение дворянки Елены Цетнерской Георгиевским крестом 4-й степени за № 51023, по званию фельдшера-добровольца».

Со 2 июня 1915 года Цебржинская продолжила службу в 3-м Кавказском передовом отряде Красного Креста под Сухумом уже под своим собственным именем. С 1916 года служила сестрой милосердия при Тифлисской Надеждинской общине, а в конце апреля этого же года несла службу в Батумском госпитале.
После Октябрьской революции, с 1918 года, жила в Кракове. Во время Второй мировой войны в оккупированной Польше участвовала в организации пунктов питания и медицинской помощи. Была арестована и попала в концентрационный лагерь. После окончания войны и освобождения из лагеря переехала на юго-восток Франции в город Лион, где и прожила до конца жизни.
Умерла 6 сентября 1957 года в Лионе.
22 сентября 1990 года в Париже была проведена торжественная служба в честь столетия со дня рождения Елены Константиновны Цебржинской. Служба проходила в знаменитом Свято-Александро-Невском кафедральном соборе.